# Kiliaen van Rensselaer
Pour les articles homonymes, voir van Rensselaer.
Ne doit pas être confondu avec Kiliaen van Rensselaer (4e patroon).
Kiliaen van Rensselaer (né 1586 - octobre 1643) est un diamantaire hollandais et marchand de perle d'Amsterdam qui est l'un des fondateurs et directeurs de la Compagnie néerlandaise des Indes occidentales. Il contribue à l'établissement de maints colons en Nouvelle-Néerlande. Son domaine est resté une entité juridique jusqu'en 1840, longtemps après que les Néerlandais eurent abandonné la colonie aux Anglais.

## Biographie

### En Hollande
Van Rensselaer est né dans la province de Overijssel d'un père soldat. Il n'entre pas dans  l'armée comme son père et apprend son métier avec son oncle, un bijoutier d'Amsterdam. À son tour il devient bijoutier et fait partie de la Compagnie des Indes Hollandaises dès sa création. Il est sûrement à l'origine du Charter of Freedoms and Exemptions.

#### Premier mariage
Van Rensselaer se marie avec Hillegonda van Bijler, le 23 juillet 1616. Avec ce mariage, il augmente sa richesse de 12,000 florins grâce à la dot de Wolfert Bijler. Hillegonda Bijler est né vers 1598. En 1616,  le jeune mari a acheté deux ou trois lots sur le côté est de Keizersgracht récemment creusé à Amsterdam, entre la Martre et des rues Wolven, où il a construit une maison.
Van Rensselaer et van Bijler ont eu 3 enfants. Le premier est Hendrick, mais il meurt jeune. Puis en second Johan, baptisé le 4 septembre 1625. Maria décédée le 4 janvier 1627.
Hillegonda van Bijler est certainement décédée après décembre 1626, elle a alors 28 ans et est mariée depuis 11 ans. 

#### Second mariage
Van Rensselaer se remarie le 14 décembre 1627 avec Anna van Wely, fille de son associé van Rensselaer. Van Wely est née vers 1601, elle a 26 ans lors de son mariage. Le couple aura 8 enfants de 1629 à 1639, 4 garçons et 4 filles.
- Jan Baptist baptisé le 18 mars 1629
- Maria baptisé le 23 mars 1631
- Jeremias baptisé le 18 mai 1632
- Hillegonda[i] baptisé le 8 novembre 1633
- Eleanor baptisé le 18 février 1635
- Nicholas[j] baptisé 14 septembre 1636
- Susanna baptisé le 9 février 1638
- Ryckert baptisé le 28 juin 1639.

Van Wely ne vit pas avec son mari, elle trouve la mort à Amsterdam en 1670.

### Décès
On sait très peu de chose sur la mort de van Rensselaer. Van Rensselaer a été enterré à l'Oude Kerk à Amsterdam. Sa pierre commémorative déclare qu'il a été enterré dans l'église le 7 octobre 1643.
Le seul fils de Van Rensselaer à avoir fait souche en Amérique est Jeremias. La famille Van Rensselaer compte un grand nombre d'hommes politiques de l'État de New York : des sénateurs, deux Lieutenants  Gouverneurs de New York, et cinq Membres du Congrès de New York entre 1789 et 1842.